# Atlantic City (Wyoming)
Atlantic City is een plaats (census-designated place) in de Amerikaanse staat Wyoming, en valt bestuurlijk gezien onder Fremont County.

## Demografie
Bij de volkstelling in 2000 werd het aantal inwoners vastgesteld op 39.

## Geografie
Volgens het United States Census Bureau beslaat de plaats een oppervlakte van
54,6 km², geheel bestaande uit land. Atlantic City ligt op ongeveer 2221 m boven zeeniveau.

## Plaatsen in de nabije omgeving
De onderstaande figuur toont nabijgelegen plaatsen in een straal van 88 km rond Atlantic City.